# درزی‌کلا (نکا)
درزی‌کلا، روستایی است از توابع بخش هزارجریب شهرستان نکا در استان مازندران ایران.

## جمعیت
این روستا در دهستان استخرپشت قرار دارد و براساس سرشماری مرکز آمار ایران در سال ۱۳۸۵، جمعیت آن ۱۲۲ نفر (۲۴خانوار) بوده‌است. مردم درزی کلا از قومیت طبری هستند. مردم درزی کلا به زبان طبری (مازندرانی) سخن میگویند.